# Graptemys pulchra
Espèce
Statut de conservation UICN

 NT  : Quasi menacé
Statut CITES
Graptemys pulchra est une espèce de tortue de la famille des Emydidae.

## Répartition
Cette espèce est endémique des États-Unis. Elle se rencontre en Alabama, au Mississippi et en Géorgie.

## Alimentation
Les mâles et les juvéniles se nourrissent principalement d'insectes. Les femelles se nourrissent de moules d'eau douce et d'autres mollusques.

## Publication originale
- Baur, 1893 : Two New Species of North American Testudinata. American Naturalist, vol. 27, p. 675-677 (texte intégral).